# Werner Simmann
Werner Simmann (* 8. Dezember 1916 in Darkehmen, Ostpreußen; † 23. Juni 1984) war ein deutscher Politiker (CDU). Er war von 1958 bis 1975 Mitglied des Landtags von Schleswig-Holstein.

## Leben
Nachdem er die Realschule abgeschlossen hatte, ging Simmann in eine kaufmännische Lehre, besuchte eine kaufmännische Fachschule und absolvierte ein wirtschaftswissenschaftliches Fachstudium. 1945 trat er in die Kommunalverwaltung ein, 1948 wurde er Gemeindedirektor. Von 1951 an war er als Verbandsdirektor in der öffentlichen Wirtschaft tätig.
Simmann war Mitglied des CDU-Ortsverbands Timmendorfer Strand und ab 1958 CDU-Kreisvorstandsmitglied. Er wurde 1959 in den Eutiner Kreistag gewählt (später umbenannt in Kreis Ostholstein). Bei den Landtagswahlen der Jahre 1958, 1962, 1967 und 1971 wurde er jeweils im Wahlkreis 33 (Eutin-Süd) als Direktkandidat der CDU in den schleswig-holsteinischen Landtag gewählt. Er war Abgeordneter vom 10. Oktober 1958 bis zum 24. Mai 1975. Im Landtag war er unter anderem Mitglied in den Ausschüssen für Heimatvertriebene und Justiz, im Wirtschafts-, Agrar- und Innenausschuss.
Er war in verschiedenen Berufsfachverbänden aktiv, so saß Simmann im Landesvorstand des Verbandes Kommunaler Unternehmen (VKU) und war Beiratsmitglied des Verbandes Deutscher Gas- und Wasserwerke (VGW). Auf Bundesebene war er in Ausschüssen und Arbeitskreisen des VGW tätig, unter anderem war stellvertretender Vorsitzender des VGW-Hauptausschusses Wasserrecht.